# 於哲
於哲（おてつ，天保10年2月20日（1839年3月24日） - 文久2年7月4日（1862年7月30日））幕府末年薩摩藩島津久光的三女，母親為島津忠公的女兒島津千百子。
於哲為嘉永3年（1850年）將軍德川家定的正室一條秀子亡故後的繼室候選人之一，不過在襲封的藩主島津齊彬選拔下，由島津忠剛其女天璋院獲選。
後來嫁給薩摩藩士入來院公寬。

## 登場作品
影視劇
- 篤姬（2008年、NHK大河劇、演：吉高由里子）